# Richard Walter (judoka)
Richard Walter es un deportista estadounidense que compitió en judo. Ganó una medalla de oro en el Campeonato Panamericano de Judo de 1965, en la categoría de +80 kg.

## Palmarés internacional
| Campeonato Panamericano | Campeonato Panamericano         | Campeonato Panamericano | Campeonato Panamericano |
| Año                     | Lugar                           | Medalla                 | Categoría               |
| ----------------------- | ------------------------------- | ----------------------- | ----------------------- |
| 1965                    | Ciudad de Guatemala (Guatemala) | Medalla de oro          | +80 kg                  |